# Zio Paperone e un fiume di soldi
Zio Paperone e un fiume di soldi (Cash Flow) è una storia Disney, scritta e disegnata da Don Rosa nel 1987 che riprende quella di Carl Barks, "Paperino e l'isola del cavolo". La vicenda narrata da Don Rosa, si svolge a Paperopoli e vede zio Paperone, Paperino, Qui, Quo e Qua alle prese con i Bassotti.

## Trama
L'avventura comincia con un quotidiano attacco dei Bassotti al deposito e con la loro solita sconfitta. L'unica cosa guadagnata è un dollaro del 1899 (valore 50 dollari). Con esso riescono a comprare tutti i cavoli che servono a un certo professore che stava studiando un modo per inventare i cavoli inodori. In cambio i Bassotti ricevono due pistole: una con un raggio che rende tutto scivoloso, una che elimina la forza d'inerzia. Grazie a queste riescono a entrare nel deposito, ma per colpa di Paperone, con l'aiuto di Paperino e dei nipotini, le monete diventano così scivolose che diventa impossibile prenderle. I bassotti quindi decidono di praticare un foro nella parete, così che il denaro scivolasse fuori da esso, però ciò non avviene grazie alle pistole prese da Paperone. Allora i Bassotti sfondano il deposito e, così facendo, fanno scivolare il denaro in città; esso finisce poi nei condotti cittadini, tutti costruiti da Paperone, che riesce a recuperare il denaro e a spedire in prigione i Bassotti.

## D.U.C.K. e curiosità
Il D.U.C.K. (Dedicated to Uncle Carl by Keno, dedicato a zio Carl Barks da Keno, che è un altro nome di Don Rosa) si trova nella prima vignetta in basso a sinistra, sulla banconota. Inoltre alla 13ª tavola, troviamo: nella quinta vignetta, nell'archivio del 1929, scritte di rabbia, a causa del crollo di Wall Street (ma in realtà, nella saga di Paperon de Paperoni verrà detto che Paperone guadagnerà molti soldi dal crollo della borsa) e nella vignetta seguente due quadri con un arcobaleno. Infine alla penultima tavola, nella penultima vignetta, troviamo una caricatura di Carl Barks tra i ricercati dalla polizia.